# México Cricket Club
El México Cricket Club fue un antiguo club mexicano de cricket y posteriormente de fútbol fundado en 1827 por diplomáticos y comerciantes extranjeros, en su mayoría británicos. Durante todo el siglo XIX se mantuvo jugando al cricket y en 1901 se creó el equipo de fútbol. El equipo fue campeón de la Liga Mexicana de Football Amateur Association en la temporada 1903 – 1904. Para la temporada 1904 – 1905 el México cricket Club con sus equipos completos de cricket y fútbol son admitidos dentro del San Pedro Golf Club y bajo este nombre juegan esa temporada. En 1906 El San Pedro Golf se fusiona al México Country Club, Jugarán los próximos años con este nombre, para desaparecer en 1908.

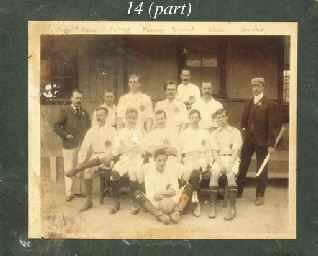
El equipo del England, 6 de enero de 1903.

## Historia

### El México Cricket Club en elsigloXIX
El México Cricket Club es el club deportivo más antiguo de México. Fue fundado en 1827 por un grupo de diplomáticos y comerciantes británicos, norteamericanos y europeos radicados en la Ciudad de México. Entre los miembros fundadores se encontraban: Charles Tadeau O`Gorman cónsul general de la Gran Bretaña en México; Ewen C. MacIntosh el más influyente comerciante británico en México durante la primera mitad del siglo XIX; Hugh Dick, de la compañía Cross, Dick& Co; Justin Ruperti, un socio de Hartley, Green & Ruperti; J.C. Penny, quien junto con su hermano Edward dirigía un negocio de importaciones y exportaciones; John Tayleur y su socio William Bates; E.F. Tayloe; James Lyon Geaves, de McCalmont, Geaves & Co.; H. Tute, y Robert Cullen, de Cotesworth, Cullen & Co. Los alemanes A. Schartau y G. Nietsch. También E.C.Grothe, el cónsul general holandés y; Joel Roberts Poinsett, el encargado de Asuntos Exteriores de los Estados Unidos en México.
Como todos los clubes de origen británico el México Cricket Club estaba metódicamente organizado, pues contaba con una mesa directiva integrada por un presidente, un secretario, y un tesorero. Cada socio debía pagar puntualmente su cuota y asistir uniformado a los encuentros de cricket. Este tipo de organización subsistió para darle forma al equipo de fútbol en 1901.

### Personalidad del Club y la nueva liga 1901-1902
A principios del siglo XX en la Ciudad de México existían nueve grandes clubes atléticos, uno de ellos era el México Cricket Club. En este club el interés por el fútbol existía por el hecho de que algunos profesores del English College (Colegio Williams) eran miembros del club y habían practicado el fútbol en las islas británicas, ellos eran: R.N. Penny, J.J. MacFarlane, Edgar Davis, A.W. Laurie, H.N. Branch, J.M. Saunders y S.H. Pope.
Cuando los miembros del Club Reforma y del British Club tuvieron la cantidad de jugadores necesaria para jugar un partido formal de fútbol bajo las reglas de la Asociación, lo hicieron el 2 de junio de 1901 en la Ciudad de México. Fue tal el éxito que acordaron celebrar otros tres juegos. Después, el domingo 9 de febrero de 1902 se jugó un partido entre los equipos del England y el Scotland, un par de selecciones locales formadas por los ingleses y escoceses radicados en la República Mexicana. Estos juegos entre el Scotland y el England marcaban el punto final de cada temporada. Estos eventos se caracterizaron por una gran espectación y un derroche de pasión donde corrían apuestas y banquetes. Los juegos están documentados entre 1902 y 1911.
El siguiente paso fue la creación de la Liga Mexicana de Football Amateur Association. Esta Liga fue engendrada en los salones del British Club a instancias de los miembros de dicho Club (Clifford, Anderson, Caldwell, Varley, Jones, Hogg, Brenchley) y los del México Cricket Club (Penny, Halliwell, Laurie, Davis) quienes enviaron invitaciones al Reforma A.C., al Pachuca y al Orizaba para dar forma a un campeonato; finalmente en el que participaron cinco equipos: El Reforma Athletic Club, El British Club, El Pachuca Athletic Club, El Orizaba Athletic Club  y El México Cricket Club.

### La difícil primera temporada 1902-1903
El 19 de octubre de 1902 en la Ciudad de México el México Cricket Club jugó el primer partido de la Liga en su campo contra el British Club perdiendo por 5 a 1 estas fueron las alineaciones: México Cricket Club. Julián N. Branch; R.N. Penny y J.McColl Saunders; Jenkins, J.M.M. MacFarlane y E.Watson; J.A. "Jack" Branch, Harold N. Branch, A.W. Laurie, Edgar Davis y A. S. Nesbit. uniforme con una camisa en rojo y vivos blancos con shorts blancos; British Club. N.P.Dewar: Percy C.Clifford y Fred Hogg; Vaughan, Crowder y Gilbert Varley; Edgar Jones, James F.Jeffcock, James F.McNabb, R.P.Easton y Robert H.A. Watson. uniforme con una camisa color chocolate y shorts blancos. Los goles fueron de Jack Branch por el México Cricket Club y por el British anotaron 2 McNabb, 2 Jones y 1 Clifford. Como dato curioso solo por este juego Julián Branch alineó como portero pues el jugaba como medio centro o por derecha, en tanto que Harold, su hermano, siempre fue el portero titular.
Los siguientes son los resultados que obtuvo el M.C.C. en la primera temporada de la liga 1902-1903

19 de octubre de 1902 México C.C. 1 British Club 5

30 de noviembre de 1902 Reforma A.C. 5 México C.C. 0

20 de diciembre de 1902 Pachuca A.C. 0 México C.C. 0

1 de febrero de 1903 Orizaba A.C. -  México C.C. Este juego se declaró ganado por el Orizaba vía forfait, ya que el México Cricket Club no pudo reunir a su equipo completo para el viaje a Orizaba, con ello este último equipo obtuvo el puntaje suficiente para superar al Reforma y ganar el campeonato. 
Al finalizar la primera temporada de la liga de football el México Cricket Club había quedado en último lugar, con dos derrotas por goleada, una más perdida por forfait y solo un empate ante Pachuca.

### Rumbo al campeonato 1903-1904
Para la temporada de 1903 - 1904 The wearers in red and white mantuvieron al mismo equipo con una mejor organización para procurar siempre tener a la cantidad de hombres necesarios para afrontar sus compromisos y mejorando su disciplina táctica, ya que en aquella época se valoraba el que cada jugador "Respetara su posición" en el terreno de juego. Así con disciplina en el campo y las actuaciones individuales relevantes de Penny, MacFarlane, Sharp, Nesbit y los hermanos Branch, el México Cricket Club se consagró como el segundo campeón en la historia del fútbol mexicano.
El domingo 23 de agosto de 1903 se inauguró el campeonato mexicano de fútbol para la temporada 1903 – 1904. El México Cricket Club fue de visita al campo del Reforma. Dados los antecedentes del torneo anterior, todo mundo tenía como favorito a los weares in white and blue del club Reforma. Sin embargo aquel día, bajo una lluvia pertinaz que provocó una contienda bañada en lodo, El M.C.C. dio un gran juego y con goles de Julián Branch y Edgar Davis ganaron por 2 goles a 0.
El 13 de septiembre el México Cricket Club se enfrenta contra el otro titán de la liga el British Club a quién derrota 1 a 0 con gol de O.M. Sharp. Como anécdota del juego, un disparo de Fred Hogg, defensa del British, golpeó a una dama sin consecuencias y otro de sus despejes fue a parar a un poste de telégrafos, el mozo del campo tuvo que trepar para bajar el balón.
Se vuelven a enfrentar al Reforma el 25 de octubre en un partido muy parejo, pero esta vez pierden 1 a 0 con el solitario gol de Jorge Gómez de Parada. Sin embargo el M.C.C. se recupera el 1 de noviembre cuando recibe al campeón Orizaba a quienes derrota de último minuto con un certero cabezazo de A.S. Nesbit, 1 a 0.
El resto de los resultados del México Cricket Club en la temporada fueron los siguientes:
6 de diciembre, M.C.C. 2 – Brirish Club 0

8 de diciembre, M.C.C. 3 – Pachuca 0

28 de diciembre, Pachuca 0 – M.C.C. 1

10 de enero, Orizaba 0 – M.C.C. 3

Después de este último juego, con gran espíritu deportivo los spinners del Orizaba convivieron y posaron ante los fotógrafos junto a los nuevos campeones los red and white del México Cricket Club.
El Club celebró la obtención del título el 17 de enero con un banquete en el dinning room del Hotel Guardiola.

### El Misterio de A. W. Laurie
El sábado 21 de noviembre de 1903 la comunidad británica en México sufrió una experiencia de shock cuando se enteró de que uno de sus miembros más prominentes era un fugitivo de la justicia cuya extradición había sido solicitada por la Gran Bretaña. Se trataba de A. W. Laurie quién al llegar a México ocupó un lugar como facultativo en el English College. El verdadero nombre de Laurie era el de Alfred William Francis, pero bajo el nombre que el usurpo se convirtió en un jugador relevante de cricket y de fútbol para el México Cricket Club y también socio destacado del Reforma Athletic Club. Originario de la ciudad de Bristol Inglaterra pertenecía a una familia acomodada cuyo padre le había otorgado una educación liberal como abogado. Inició una serie de negocios de especulación con inversiones en las minas de Sudáfrica pero tras la Guerra de los Bóeres el valor de dichas minas declino y se volvió imposible pagar a los inversionistas quienes se sintieron defraudados, perseguido por las autoridades británicas huyó hacia Nueva York, en el trayecto conoce a un profesor, y es cuando decide usurpar la identidad de maestro de inglés y viajar hacia México en 1900. Advertido por un amigo de la solicitud de extradición vuelve a huir, en ese momento se pierde la pista. Laurie fue un gran futbolista jugando como delantero para el México Cricket Club, participando también como árbitro. Se destacó también por anotar uno de los primeros goles en el fútbol organizado en México en aquel 2 a 0 entre el Reforma Athletic Club y el British Club el 2 de junio de 1901.

### El clásico England - Scotland de 1904
Para finalizar la temporada de 1903 - 1904 se celebra el clásico England - Scotland el 17 de enero de 1904 en campo del club Reforma. El México Cricket Club contribuye con jugadores para las dos escuadras con el England alinean Penny, Davis y Sharp; con el Scotland participan Mcfarlane, Julián Branch, Findlay, Saunders, Nesbit y Croockshanks. El England ganó 3 a 1.

## Los Primeros Jugadores Mexicanos.
Se ha difundido la idea errónea de que el fútbol de esta época en México era estrictamente británico; la verdad es que varios mexicanos ya se interesaban en la práctica de este deporte como lo demuestra el hecho de que el México Cricket Club realizaba sus juegos de práctica contra el equipo del English College en el que participaben varios estudiantes mexicanos. Jorge Gómez de Parada jugaba con el Reforma desde 1903; en el mismo Club Reforma jugó Oscar Braniff, nacido en la Ciudad de México en 1876; los hermanos Elliott Bay Turnbull y Carlos Arturo Percy Turnbull quienes pese a su apellido inglés eran mexicanos que jugaron para el club de su ciudad, el Puebla Athletic Club  ; los hermanos Rule, los Rabling, los Pengelly los Bennetts y, Alfred Stanley Dawe y Roland Jack Dawe de Pachuca todos nacieron en México. Para 1909 el propio Pachuca había presentado en el partido inaugural contra el Reforma a 11 jugadores nacidos en México unos con apellido inglés y otros con apellido español.

## Los campos de juego
Durante los primeros años de existencia del México Cricket Club no se tiene constancia de donde practicaban el cricket. Por primera vez se tiene conocimiento de su campo de juego en 1862 cuando el emperador Maximiliano de Habsburgo se toma una fotografía posando con los jugadores del M.C.C. en los terrenos del Club en Tacubaya. Durante muchos años seguirán jugando en Tacubaya. A finales de 1901 deciden adquirir un solar en el Paseo de la Reforma donde atenderán sus compromisos de cricket y fútbol hasta 1906 año en que se unen al México Country Club y jugarán en la sede de este Club en Churubusco hasta 1908.

## Jugadores

### Jugadores importantes
- R.N. Penny capitán del equipo y uno de los mejores defensas de la Liga, formó parte del comité que fundó la Liga de Football, y junto con Percy Clifford redactaron el reglamento para el primer torneo.
- J.J. MacFarlane vice-capitán del equipo gran defensa que también llegó a jugar como delantero fue cofundador del Puebla Athletic Club en su rama de fútbol.
- Harold N. Branch atleta completo portero campeón con el México Cricket Club y posteriormente con el Reforma Athletic Club.
- Richard Lyon Geaves mención especial merece este jugador. Nacido en México el 6 de mayo de 1854. Los miembros de su familia habían pertenecido al México Cricket Club desde su fundación. Se enroló en el ejército inglés con el Yorkshire Regiment. Fue el primer mexicano en jugar en el extranjero. Participó con el Harrow School, Cambridge University, Clapham Rovers y Old Harrovians. Su momento más trascendente fue cuando alineó con la selección inglesa contra Escocia el 6 de marzo de 1875, en aquel partido jugó como extremo izquierdo titular. Murió el 21 de marzo de 1935 en Inglaterra.

## Equipos Campeones
1903-04
Nombre: México Cricket Club

Torneo: Liga Mexicana Amateur de Asociación Foot-Ball

Entrenador: Richard Norman Penny

Equipo: portería. H. N. Branch, defensas R.N. Penny, J.J. McFarlane, medios. J. A. Branch, J.M. Saunders, J.F. Findley, C.Gordon, delanteros E. Davis, A.S. Nesbit, O.M. Sharp, J.N. Branch, W. Perkins, J.A. Burns, H. Cant, J.B. Joyce, H.M. Crookshanks.

## Palmarés
| Competición nacional | Títulos | Subcampeonatos |
| -------------------- | ------- | -------------- |
| Liga Mexicana (1/1)  | 1903-04 | 1905-06        |